# Třída Río Pativilca
Třída Río Pativilca (jinak též třída PGCP-50) je třída hlídkových lodí peruánské pobřežní stráže. Jejich hlavním úkolem je pobřežní hlídkování a mise SAR. Plánována je stavba až 10 jednotek této třídy. Do roku 2021 jich bylo do služby přijato šest.

## Stavba
Kontrakt na vývoj této třídy získala na konci roku 2013 jihokorejská loděnice STX Offshore and Shipbuilding (poraženy byly loděnice Damen Group a CMN), přičemž samotnou stavbu na základě transferu technologií zajišťuje peruánská loděnice Servicios Industriales de la Marina (SIMA) v Chimbote. Jihokorejci jí dodávají plány, součástky a poskytují technickou podporu. Dosud byla objednána stavba pěti jednotek s opcí na dalších pět. Stavbu v prosinci 2013 na základně Callao symbolicky zahájil peruánský prezident Ollanta Humala. Samotná stavba ale probíhala až od srpna 2014 v Chimbote. První dvě jednotky byly dokončeny v březnu 2016. Další dva páry plavidel pak v letech 2017 a 2021.
Jednotky třídy Río Pativilca:
| Jméno                      | Spuštěna           | Vstup do služby | Status    |
| -------------------------- | ------------------ | --------------- | --------- |
| BAP Río Pativilca (PM-204) | 30. listopadu 2015 | 28. března 2016 | aktivní   |
| BAP Río Cañete (PM-205)    | 1. prosince 2015   | 28. března 2016 | aktivní   |
| BAP Río Piura (PM-206)     | 19. února 2017     | 3. března 2017  | aktivní   |
| BAP Río Quilca (PM-207)    | 19. února 2017     | 3. března 2017  | aktivní   |
| BAP Río Tumbes (PM-208)    | 27. července 2020  | 17. března 2021 | aktivní   |
| BAP Río Locumba (PM-209)   | 27. července 2020  | 17. března 2021 | aktivní   |
| BAP Río Huarmey (PM-210)   | 10. ledna 2025     |                 | ve stavbě |
| BAP Río Nepeña (PM-211)    | 10. ledna 2025     |                 | ve stavbě |

## Konstrukce

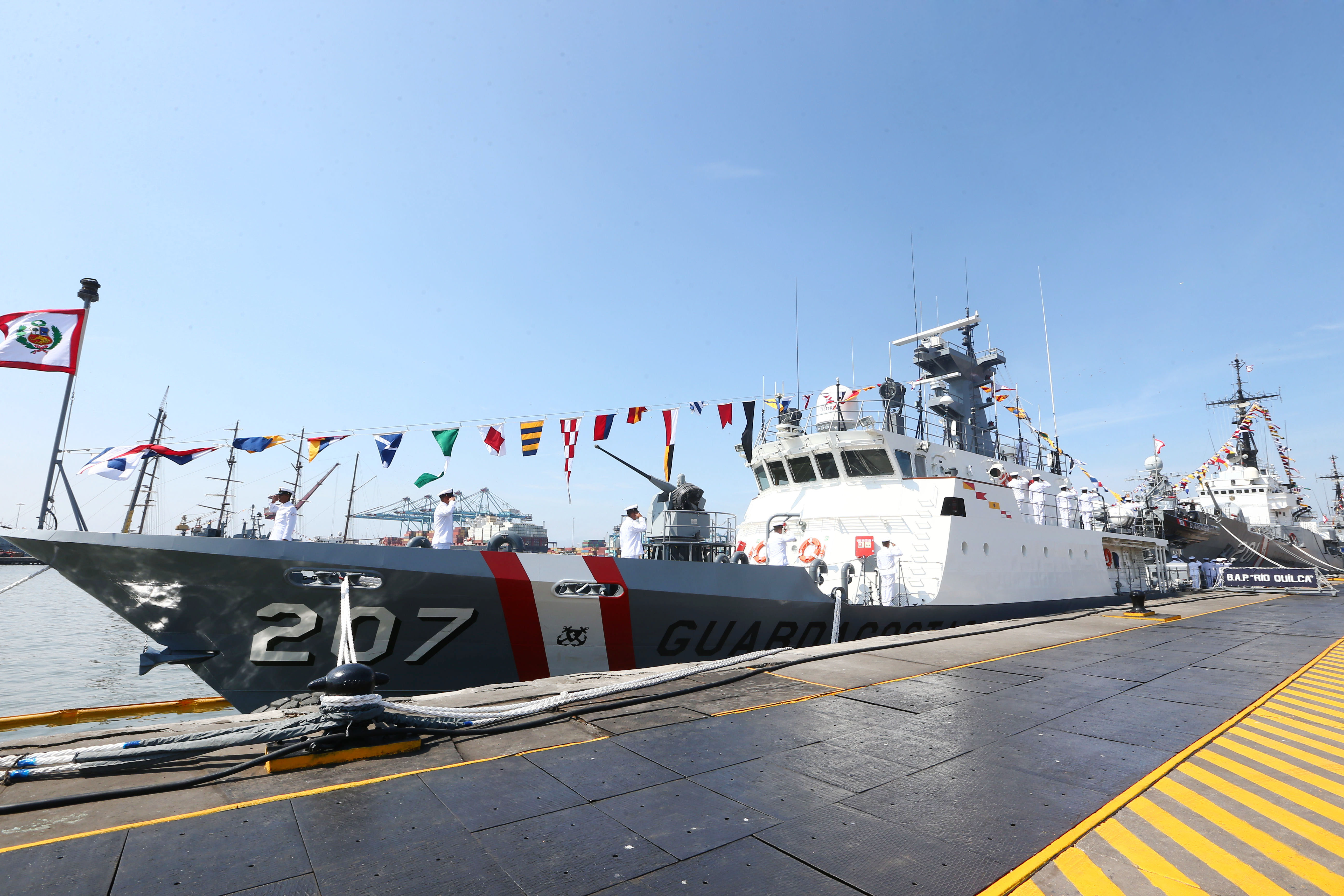
BAP Río Quilca (PM-207)

Konstrukce vychází z jihokorejských hlídkových lodí třídy Tchäguk, používaných tamní pobřežní stráží. Trup tvoří devět sekcí postavených z oceli AH-36, přičemž nástavba je z hliníkové slitiny. Na palubě jsou ubikace pro 25 členů posádky a až 14 dalších osob. Výzbroj tvoří jedna dálkově ovládaná zbraňová stanice Rafael Typhoon s 30mm kanónem a dvě stanice Mini-Typhoon, každá s jedním 12,7mm kulometem. Palbu řídí elektrooptický systém Toplite. čluny nesou dva 8,5 metrové čluny RHIB a jeden 4,8metrový člun RHIB (všechny od firmy Vogo). Pohonný systém tvoří dva diesely Caterpillar 3516C HD, každý o výkonu 2525 bhp, pohánějící dva lodní šrouby. Elektřinu dodávají dva diesel-generátory Caterpillar po 288 hp. Nejvyšší rychlost dosahuje 23 uzlů a cestovní 18 uzlů. Dosah je 3600 námořních mil při rychlosti 18 uzlů.